# Бурзян-Кипчакская волость
Бурзян-Кипчакская  волость  — административно-территориальная единица в северной части Оренбургского уезда Оренбургской губернии (до 1917 года), Кипчакского кантона (1917-1920), ? (1920-1922), Зилаирского кантона (1922-1930). Волостной центр — д. Новые Чебенки. 
Сейчас — территория  Зианчуринского и Кугарчинского районов Республики Башкортостан и Саракташского района Оренбургской области Российской Федерации.

## История
В марте 1926 года в Оренбургскую губернию из Бурзян-Кипчакской  волости Зилаирского кантона переданы селения: хутор Николаевский, Андреевский, Туембетовский, башкирская деревня Карагузина, Кульчумова, Райманово, Биктимирово, Кабаново.

## Состав
На 1901 год в состав волости входили 56/57 селений:
- Айгай-Туембет-Мурсалеева
- Акимбетова
- Андреевский (хутор)
- Бикбова
- Бикбовский (хутор)
- Биктимирова
- Богдановский (хутор)
- Верхне-Мурасалеева
- Верхне-Сюребаева
- Ик-Назарова
- Ильинский (хутор)
- Ижбулдина
- Исянгуловский (хутор)
- Исянгулова
- Кабанова
- Казлаирский (хутор)
- Карабердь
- Карагузина
- Каскинова
- Кивацкий (хутор)
- Конно-заводский (Богдановича), хутор
- Конторский (хутор)
- Кузебакова
- Кузебаковский (хутор)
- Кульчумова
- Макаро-Зайцевский (хутор)
- Макарьевский (хутор)
- Малык-Каран
- Мещеряковский (Ислаева), хутор
- Михайловка
- Михайловский (хутор)
- Мукачева
- Мурзабаева
- Назарова (1-я, 2-я)
- Назаровский (хутор)
- Нижне-Сюребаева
- Николаевский (хутор)
- Ново-Ивановский (хутор)
- Ново-Петровский (хутор)
- Ново-Яковлевский (хутор)
- Новые Чебенки (Новая Чебенька) — волостной центр
- Пикунова (хутор)
- Райманова
- Саратовский (хутор)
- Сензяпова
- Смак-Аютова
- Смак-Тангаур
- Сукулак (хутор)
- Сюребаевский (хутор)
- Туембетева
- Туембетевский (хутор)
- Фёдоровский (хутор)
- Фёдоро-Ивановка
- Хомутова
- Хурман-Овраг (хутор)
- Черепановский (хутор)

## Инфраструктура
Личное подсобное хозяйство с зоной сельскохозяйственного использования, индивидуальная застройка усадебного типа.
В 1913 году по селениям дворов 
| Населённый пункт   | Дворов | Человек | При речке   | Инфраструктура                           |
| ------------------ | ------ | ------- | ----------- | ---------------------------------------- |
| Андреевский        | 23     | 150     | Ташле       |                                          |
| Акимбетова         | 25     | 95      | Ике         | мечеть дерев.                            |
| Бикбова            | 15     | 78      | –           | мечеть дерев.                            |
| Биктемирова        | 60     | 359     | Сакмаре     | мечеть дерев.                            |
| Бикбовский         | 15     | 76      | Ике         |                                          |
| Верхне-Мурсалеева  | 22     | 77      | –           | мечеть дерев.                            |
| Верхне-Сюрюбаева   | 35     | 172     | –           | мечеть дерев.                            |
| Васильевский       | 30*    | 46      | Казлаире    |                                          |
| Дмитриевский       | 30     | 270     | –           |                                          |
| Исянгулова         | 90     | 411     | Ике         | мечеть дерев., базар                     |
| Ижбулдина          | 19     | 70      | Ташле       |                                          |
| Ильинский          | 18     | 39      | Сакмаре     |                                          |
| Кузебакова         | 49     | 243     | Яман Булаке | мечеть дерев., мельн. о 2 поставах       |
| Каскинова          | 36     | 157     | Ике         |                                          |
| Караберды          | 31     | 97      | Караберды   |                                          |
| Кульчумова         | 101    | 531     | Сакмаре     | мечеть дерев.                            |
| Кабанова           | 50     | 238     | –           | мечеть дерев.                            |
| Карагузина         | 59     | 341     | Казлаире    | мечеть дерев.                            |
| Конторский         | 13     | 42      | Сакмаре     |                                          |
| Киватский          | 18     | 42      | Ишиме       |                                          |
| Казлаировский      | 22     | 67      | Казлаире    |                                          |
| Коннозаводский     | 7      | 75      | Ташле       | мельн. о 3 поставах                      |
| Коран              | 30     | 150     | Ике         |                                          |
| Мурзабаева         | 35     | 193     | Каратупе    |                                          |
| Мукачева           | 39     | 160     | Ике         |                                          |
| Михайловский       | 60     | 280     | Ташле       |                                          |
| Назарова 2         | 62     | 316     | Яман Булаке | мельн. вод. о 2 поставах                 |
| Назарова 1         | 35     | 173     | Ташле       | мечеть дерев.                            |
| Назарова Ик        | 15     | 58      | Ике         |                                          |
| Новая Чебенька     | 107    | 676     | Яман Булаке | мечеть дерев.                            |
| Нижне-Сюрюбаева    | 28     | 125     | Ике         |                                          |
| Назаровский        | 137    | 620     | Ике         | церковь дер.                             |
| Николаевский       | 19     | 73      | Ташле       |                                          |
| Ново-Петровский    | 25     | 104     | Ике         |                                          |
| Райманова          | 40     | 179     | Сакмаре     | мечеть дерев.                            |
| Смак-Тангаур       | 33     | 153     | Сабаклы     |                                          |
| Сензяпова          | 60     | 415     | Ташле       | мечеть дерев.                            |
| Смак-Аитова        | 30     | 164     | Ташле       | мечеть дерев., мельницы о 4 и 2 поставах |
| Сукулак            | 120    | 790     | Бурче       |                                          |
| Саратовский        | 20     | 138     | Ике         |                                          |
| Сюрюбаево          | 38     | 199     | Ике         |                                          |
| Сарбаевский        | 33     | 180     | Ташле       | мельн. о 2 поставах                      |
| Туанбетова         | 45     | 408     | Ике         | мечеть дерев.                            |
| Туамбет-Мурсалеева | 26     | 161     | Ике         |                                          |
| Фёдоровский        | 54     | 332     | Бурче       |                                          |
| Хомутовский        | 11     | 34      | Яман Булаке | мельн. вод. о 2 поставах                 |
| Хурман-Овраг       | 5      | 39      | Казлаире    |                                          |
| Черепановский      | 43     | 220     | Бурче       |                                          |